# Romaja quốc ngữ
Romaja quốc ngữ là một phương pháp chuyển tự tiếng Triều Tiên sang ký tự Latinh được Hàn Quốc áp dụng kể từ ngày 7 tháng 7 năm 2000.

## Quy tắc chuyển đổi

### Nguyên âm
| Hangul          | ㅏ | ㅐ | ㅑ | ㅒ  | ㅓ | ㅔ | ㅕ  | ㅖ | ㅗ | ㅘ | ㅙ  | ㅚ | ㅛ | ㅜ | ㅝ | ㅞ | ㅟ | ㅠ | ㅡ | ㅢ | ㅣ |
| Romaja quốc ngữ | a  | ae | ya | yae | eo | e  | yeo | ye | o  | wa | wae | oe | yo | u  | wo | we | wi | yu | eu | ui | i  |

### Phụ âm
| Hangul          | Hangul | ㄱ | ㄲ | ㄴ | ㄷ | ㄸ | ㄹ | ㅁ | ㅂ | ㅃ | ㅅ | ㅆ | ㅇ | ㅈ | ㅉ | ㅊ | ㅋ | ㅌ | ㅍ | ㅎ |
| Romaja quốc ngữ | đầu    | g  | kk | n  | d  | tt | r  | m  | b  | pp | s  | ss | –  | j  | jj | ch | k  | t  | p  | h  |
| Romaja quốc ngữ | đuôi   | k  | k  | n  | t  | –  | l  | m  | p  | –  | t  | t  | ng | t  | –  | t  | k  | t  | p  | t  |

Hệ phiên âm này miêu tả những thay đổi khi kết hợp phụ âm đuôi của một tiếng với phụ âm đầu của tiếng tiếp theo, ví dụ như: Han-guk → Han-gug-eo (Hàn Quốc → tiếng Hàn Quốc). Các thay đổi quan trọng được thể hiện trong các ô màu bên dưới:
|               | Phụ âm đầu → | ㅇ        | ㄱ     | ㄴ     | ㄷ     | ㄹ     | ㅁ     | ㅂ     | ㅅ     | ㅈ     | ㅊ       | ㅋ     | ㅌ     | ㅍ      | ㅎ        |
| Phụ âm đuôi ↓ |              |           | g      | n      | d      | r      | m      | b      | s      | j      | ch       | k      | t      | p       | h         |
| ------------- | ------------ | --------- | ------ | ------ | ------ | ------ | ------ | ------ | ------ | ------ | -------- | ------ | ------ | ------- | --------- |
| ㄱ            | k            | g-        | kg     | ngn    | kd     | ngn    | ngm    | kb     | ks     | kj     | kch      | k-k    | kt     | kp      | k, kh     |
| ㅋ            | k            | k-        | kg     | ngn    | kd     | ngn    | ngm    | kb     | ks     | kj     | kch      | k-k    | kt     | kp      | k, kh     |
| ㄲ            | k            | kk-       | kg     | ngn    | kd     | ngn    | ngm    | kb     | ks     | kj     | kch      | k-k    | kt     | kp      | k, kh     |
| ㄳ            | k            | ks-       | kg     | ngn    | kd     | ngn    | ngm    | kb     | ks     | kj     | kch      | k-k    | kt     | kp      | k, kh     |
| ㄺ            | k            | lg-       | kg, lg | ngn    | kd     | ngn    | ngm    | kb     | ks     | kj     | kch      | k-k    | kt     | kp      | lk, lkh   |
| ㄴ            | n            | n-        | n-g    | nn     | nd     | ll, nn | nm     | nb     | ns     | nj     | nch      | nk     | nt     | np      | nh        |
| ㄵ            | n            | nj-       | n-g    | nn     | nd     | ll, nn | nm     | nb     | ns     | nj     | nch      | nk     | nt     | np      | nch       |
| ㄶ            | n            | n-        | nk     | nn     | nt     | ll, nn | nm     | nb     | ns     | nch    | nch      | nk     | nt     | np      | nh        |
| ㄷ            | t            | d-, j-    | tg     | nn     | td     | nn     | nm     | tb     | ts     | tj     | tch      | tk     | t-t    | tp      | t, th, ch |
| ㅅ            | t            | s-        | tg     | nn     | td     | nn     | nm     | tb     | ts     | tj     | tch      | tk     | t-t    | tp      | t, th     |
| ㅈ            | t            | j-        | tg     | nn     | td     | nn     | nm     | tb     | ts     | tj     | tch      | tk     | t-t    | tp      | ch        |
| ㅊ            | t            | ch-       | tg     | nn     | td     | nn     | nm     | tb     | ts     | tj     | tch      | tk     | t-t    | tp      | t, th     |
| ㅌ            | t            | t-, ch-   | tg     | nn     | td     | nn     | nm     | tb     | ts     | tj     | tch      | tk     | t-t    | tp      | t, th, ch |
| ㅆ            | t            | ss-       | tg     | nn     | td     | nn     | nm     | tb     | ts     | tj     | tch      | tk     | t-t    | tp      | t, th     |
| ㅎ            | t            |           | k      | nn     | t      | r      | nm     | b      | s      | ch     | ch       | k      | t      | p       | h         |
| ㄹ            | l            | r-        | lg     | ll, nn | ld     | ll     | lm     | lb     | ls     | lj     | lch      | lk     | lt     | lp      | lh        |
| ㄼ            | l, p         | lb-       | lg, pg | mn, ll | ld, pd | ll, mn | mm, lm | lb, pb | ls, ps | lj, pj | lch, pch | lk, pk | lt, pt | lp, p-p | lp        |
| ㄽ            | l            | ls-       | lg     | ll, nn | ld     | ll     | lm     | lb     | ls     | lj     | lch      | lk     | lt     | lp      | lh        |
| ㄾ            | l            | lt-, lch- | lg     | ll, nn | ld     | ll     | lm     | lb     | ls     | lj     | lch      | lk     | lt     | lp      | lh        |
| ㅀ            | l            | r-        | lk     | ll, nn | lt     | ll     | lm     | lb     | ls     | lch    | lch      | lk     | lt     | lp      | lh        |
| ㅁ            | m            | m-        | mg     | mn     | md     | mn     | mm     | mb     | ms     | mj     | mch      | mk     | mt     | mp      | mh        |
| ㄻ            | m            | lm-       | mg     | mn     | md     | mn     | mm     | mb     | ms     | mj     | mch      | mk     | mt     | mp      | mh        |
| ㅂ            | p            | b-        | pg     | mn     | pd     | mn     | mm     | pb     | ps     | pj     | pch      | pk     | pt     | p-p     | ph, p     |
| ㅄ            | p            | ps-       | pg     | mn     | pd     | pr     | mm     | pb     | ps     | pj     | pch      | pk     | pt     | p-p     | ph        |
| ㄿ            | p            | lp-       | pg     | mn     | pd     | pr     | mm     | pb     | ps     | pj     | pch      | pk     | pt     | p-p     | lp, lph   |
| ㅇ            | ng           | ng-       | ngg    | ngn    | ngd    | ngn    | ngm    | ngb    | ngs    | ngj    | ngch     | ngk    | ngt    | ngp     | ngh       |

## Đặc điểm
Những điểm quan trọng của hệ phiên âm này như sau:
- 어 và 으 được viết thành chữ ghép với 2 ký tự nguyên âm tương ứng là eo và eu (thay cho chữ ŏ và ŭ trong hệ phiên âm McCune-Reischauer).
  - Tuy nhiên, ㅝ được viết thành wo và ㅢ được viết thành ui.
- Không giống như hệ McCune-Reischauer, các phụ âm bật (ㅋ, ㅌ, ㅍ, ㅊ) không có dấu nháy đơn: k, t, p, ch. Các phụ âm không bật hơi tương ứng của chúng (ㄱ, ㄷ, ㅂ, ㅈ) được viết bởi những ký tự phát âm trong tiếng Anh: g, d, b, j. Tuy nhiên, tất cả phụ âm đuôi nào được phát âm như phụ âm tắc (gần như toàn bộ ngoại trừ các âm ㄴ, ㄹ, ㅁ, ㅇ không theo sau bởi một nguyên âm hay bán nguyên âm) được viết thành k, t, p, mà không cần xét đến phát âm khi đứng đơn lẻ của nó: 벽 → byeok, 밖 → bak, 부엌 → bueok (Nhưng: 벽에 → byeog-e, 밖에 → bakk-e, 부엌에 → bueok-e)
- ㅅ luôn được viết thành s trước nguyên âm và bán nguyên âm; không có sh trừ khi chuyển tự.
- ㄹ có hai trường hợp, được viết thành r trước nguyên âm và bán nguyên âm, viết thành l trong các trường hợp còn lại: 리을 → rieul, 철원 → Cheor-won, 울릉도 → Ulleungdo, 발해 → Balhae. Giống như hệ McCune-Reischauer, ㄴ được viết thành l khi được phát âm như một âm cạnh (biên âm) hơn là một phụ âm mũi tắc: 전라북도 → Jeollabuk-do

Thêm vào đó, hệ phiên âm này chứa đựng nhiều khoản đặc biệt đối với các quy luật âm vị học thông thường tạo ra những ngoại lệ trong chuyển đổi phiên âm. (xem phát âm tiếng Triều Tiên).
Một số nguyên tắc khác:
- Các quy tắc liên quan đến dấu gạch nối:
  - Dấu gạch nối phải được sử dụng trong chuyển đổi ngôn ngữ tại vị trí nó biểu thị phụ âm đầu ㅇ khi âm tiết đứng ngay trước nó có phụ âm cuối (ngoại trừ khi nó đứng ngay ở đầu một từ hoặc cụm từ độc lập): 없었습니다 → eops-eotseumnida, 외국어 → oegug-eo, 생일 → saeng-il, 베트남인 → beteunam-in.
  - Dấu gạch nối đôi khi cũng được sử dụng để tránh gây nhầm lẫn giữa các ký tự/cụm ký tự khác nhau có cùng cách chuyển tự, ví dụ như:
  - 매우 → mae-u (giữa e và u có dấu gạch nối để tránh nhầm lẫn với cách chuyển tự của nguyên âm 으: eu)
  - 한국 → han-guk (giữa n và g có dấu gạch nối để tránh nhầm lẫn với cách chuyển tự của phụ âm cuối ㅇ: ng)
  - 가을 → ga-eul (mùa thu) để tránh nhầm lẫn với 개울 → gae-ul (dòng suối).
  - 수있다 → su-itda (giữa u và i có dấu gạch nối để tránh nhầm lẫn với cách chuyển tự của nguyên âm 의: ui)
  - Tuy nhiên một số trường hợp như là: 목표에 → mokpyoe hay 이름이 뭐에요 → ireum-i mwoeyo thì không cần phải sử dụng gạch nối vì không có ký tự nào có cách chuyển tự là y, yoe, w hay woe nên không bị gây nhầm lẫn.
- Được phép gạch nối các âm tiết trong tên riêng của người, theo thủ tục thông thường. Các thay đổi âm vị học nếu có (thường được phiên âm khác trong các ngữ cảnh còn lại) đều bị bỏ qua trong phiên âm tên gọi: 강홍립 → Gang Hongrip hay Gang Hong-rip, 한복남 → Han Boknam hay Han Bok-nam
- Đơn vị hành chính ngăn cách với tên riêng địa danh bởi dấu nối: 강원도 → Gangwon-do (tỉnh Gangwon)
  - Một số ngoại lệ có thể bỏ qua các điều khoản như 시 (thành phố), 군 (quận), 읍 (ấp): 평창군 → Pyeongchang-gun (huyện Pyeongchang) hay Pyeongchang, 평창읍 → Pyeongchang-eup (ấp Pyeongchang) hay Pyeongchang.
- Tuy nhiên, tên địa lý và công trình nhân tạo không được gạch nối: 설악산 → Seoraksan (núi Seorak), 해인사 → Haeinsa (chùa Haein)
- Viết hoa danh từ riêng.